# Liste der Monuments historiques in Griesheim-près-Molsheim
Die Liste der Monuments historiques in Griesheim-près-Molsheim führt die Monuments historiques in der französischen Gemeinde Griesheim-près-Molsheim auf.

## Liste der Objekte
| Bezeichnung                      | Beschreibung                                                           | Standort                       | Kennzeichnung | Schutzstatus | Datum | Bild |
| -------------------------------- | ---------------------------------------------------------------------- | ------------------------------ | ------------- | ------------ | ----- | ---- |
| Skulptur Heiliger Alexius        | Holz, farbig gefasst und vergoldet, um 1687                            | in der Kirche St-Alexis (Lage) | PM67001277    | Inscrit      | 1997  |      |
| Taufbecken                       | Sandstein, farbig gefasst und vergoldet, bezeichnet 1667               | in der Kirche St-Alexis (Lage) | PM67001276    | Inscrit      | 1997  |      |
| Statuenreliquar Maria Immaculata | Holz, farbig gefasst und vergoldet, vor 1749                           | in der Kirche St-Alexis (Lage) | PM67001278    | Inscrit      | 1997  |      |
| Skulptur Maria Immaculata        | Holz, farbig gefasst und vergoldet, zweite Hälfte des 18. Jahrhunderts | in der Kirche St-Alexis (Lage) | PM67001279    | Inscrit      | 1997  |      |